# Třída Maestrale
Třída Maestrale je třída víceúčelových fregat Italského námořnictva. Celkem bylo postaveno osm fregat této třídy. Jejich postupné vyřazování začalo roku 2015 a skončilo v roce 2025. Roku 2021 Indonésie objednala dvě Italským námořnictvem vyřazená plavidla.

## Stavba
Celkem bylo v letech 1982–1985 do služby zařazeno osm lodí této třídy. Postavila je společnost Fincantieri v loděnicích Cantiere navale del Muggiano (F-571) a Cantiere navale di Riva Trigoso (všechny ostatní).
Jednotky třídy Maestrale:
| Jméno             | Zahájení stavby | Spuštěna na vodu   | Vstup do služby | Status                     |
| ----------------- | --------------- | ------------------ | --------------- | -------------------------- |
| Maestrale (F 570) | 8. března 1978  | 2. února 1981      | 7. března 1982  | vyřazena 15. prosince 2015 |
| Grecale (F 571)   | 21. března 1979 | 12. září 1981      | 5. února 1983   | vyřazena 1. dubna 2025     |
| Libeccio (F 572)  | 1. srpna 1979   | 7. září 1981       | 5. února 1983   | vyřazena 29. února 2024    |
| Scirocco (F 573)  | 26. února 1980  | 17. dubna 1982     | 20. září 1983   | vyřazena 20. února 2020    |
| Aliseo (F 574)    | 26. února 1980  | 29. října 1982     | 20. září 1983   | vyřazena 8. září 2017      |
| Euro (F 575)      | 15. dubna 1981  | 25. března 1983    | 7. dubna 1984   | vyřazena 2. října 2019     |
| Espero (F 576)    | 1. srpna 1982   | 19. listopadu 1983 | 4. května 1985  | vyřazena 30. června 2021   |
| Zeffiro (F 577)   | 15. března 1983 | 19. května 1984    | 4. května 1985  | vyřazena 5. října 2023     |

## Konstrukce

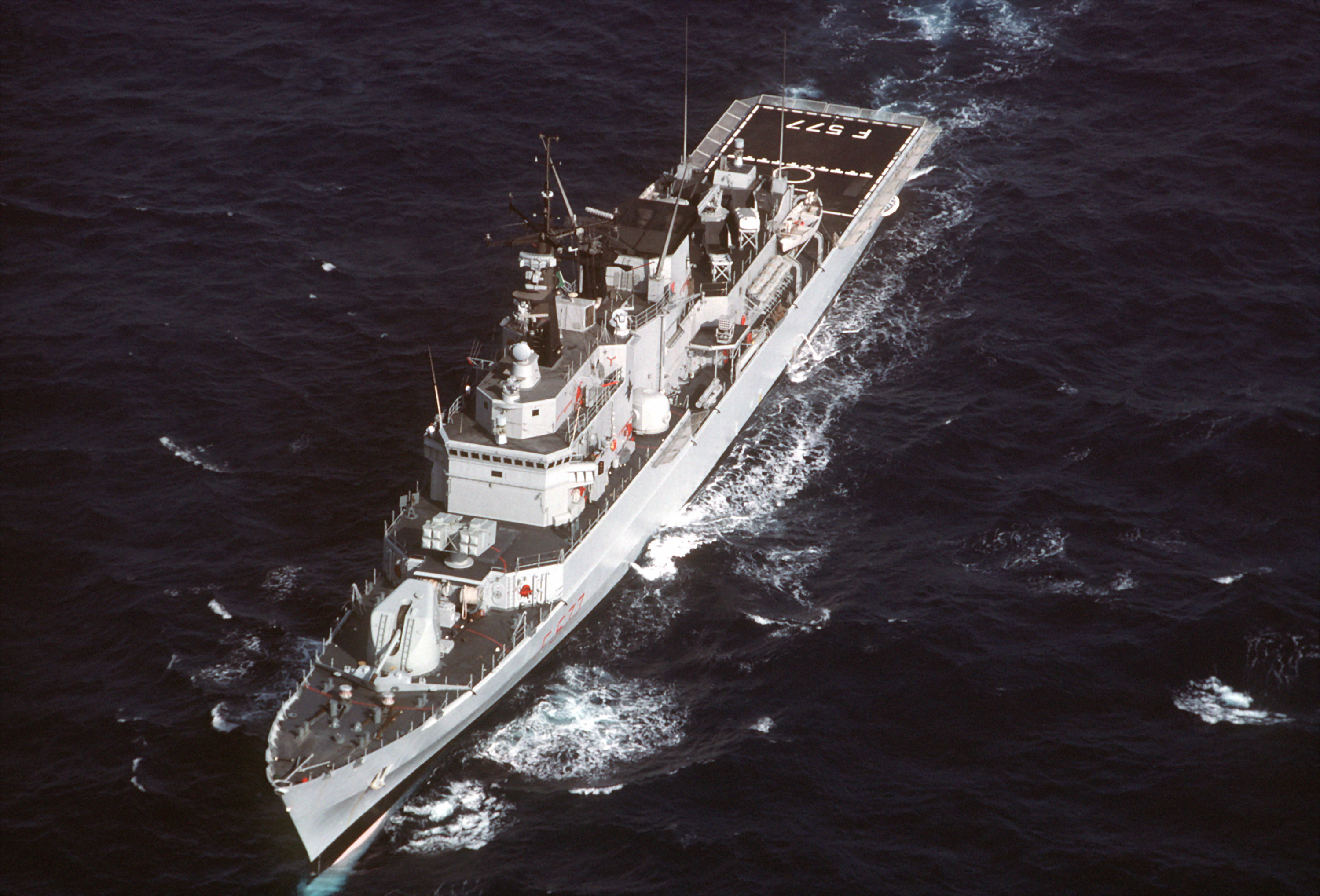
Zeffiro (F 577)

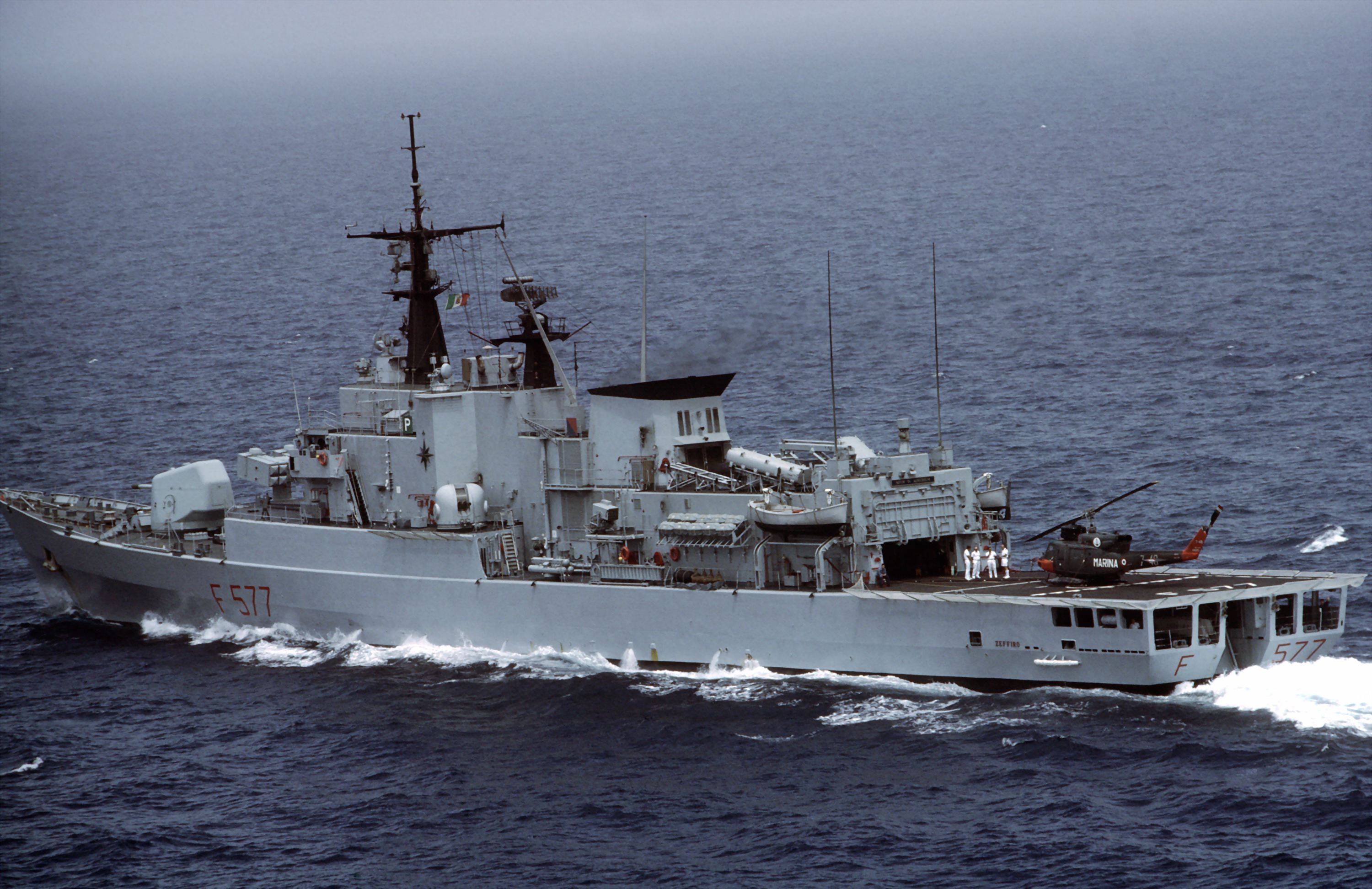
Zeffiro (F 577)

Hlavňovou výzbroj tvoří jeden 127mm (délka hlavně 54 ráží) kanón Otobreda Compact v dělové věži na přídi a dva dvojhlavňové 40mm hlavňové systémy blízké obrany DARDO (délka hlavně 70 ráží) ve věžích po stranách hlavní nástavby. Kanóny DARDO slouží pro obranu proti protilodním střelám. Za 127mm kanónem je umístěno osminásobné vypouštěcí zařízení Albatross určené pro odpalování protiletadlových řízených střel Selenia Aspide. Čtyři protilodní střely Teseo Mk 2 jsou umístěny na střeše hangáru. Protiponorkovou výzbroj představují dva tříhlavňové 324mm torpédomety pro torpéda Mk 46 Mod 2 a dva 533mm torpédomety. Na palubě je přistávací plocha a hangár pro dva vrtulníky AB-212. Trupový sonar a vlečný sonar s měnitelnou hloubkou ponoru jsou typu Raytheon DE 1164.
Pohonný systém je koncepce CODOG. Při běžné plavbě lodě pohání dva diesely GMT 230-20 DVM, díky kterým mohou plout rychlostí až 21 uzlů. V bojové situaci lodě pohání pouze dvě plynové turbíny General Electric LM-2500. Nejvyšší rychlost je v takovém případě 33 uzlů.